# Ben Barres
Ben Barres   (West Orange, 13 de setembre de 1954 - Stanford, 27 de desembre de 2017) fou un neurobiòleg estatunidenc de la Universitat Stanford. Les seves investigacions s'enfocaven en la interacció entre les neurones i les cèl·lules de la glia. Des del 2008, va ser catedràtic del Departament de Neurobiologia de la Facultat de Medicina de la Universitat Stanford. Havent transicionat de dona cap a home el 1997, va esdevenir el primer científic obertament transsexual de l'Acadèmia Nacional de Ciències dels Estats Units el 2013.